# Espergærde Centret
Espergærde Centret er Danmarks ældste indkøbscenter beliggende i Espergærde syd for Helsingør. 

## Historie

### Baggrund
Espergærde Centret blev forudset allerede i byens dispositionsplan fra 1960. Butikscenteret blev tegnet af arkitekterne Per Bruun og Per Christiansen. Butikscenteret blev beregnet til at skulle betjene 12.000 indbyggere, at indeholde 5.500 m² og 700 parkeringspladser. Endvidere var planlagt børnehave, bibliotek, sygekasse, kollektivhus med restaurant og selskabslokaler, kirke, ungdomsgård og andet. Der skulle være 2 butikstorve, hvoraf Vestertorv skulle anvendes til festplads, møder og lignende og være møbleret til rekreative formål. Men plan og virkelighed er to ting. Espergærde Centret blev opført i flere omgange, og hver gang ændredes planerne indtil, at der efterhånden kun var navnet tilbage af den oprindelige bycenterplan.

### Opførelsen
Første etape omfattede Vester Torv og blev opført og åbnet i 1964 nogenlunde i overensstemmelse med den oprindelige plan, idet en indgang i torvets nordlige hjørne var udgået. Anden etape omfattede Øster Torv og en forbindende butikspromenade. Den blev opført og åbnet i 1967. Allerede ved denne tape var den oprindelige plan fraveget: butikspromenaden blev kortere, Øster Torv flyttet og en ensidig butikspromenade mod sydøst var udgået. Som følge heraf blev parkeringspladsindretningen helt ændret, og i stedet for to indkørsler til hvert sin parkeringsområde var der nu kun en indkørsel. I anden etape indgik blandt andet det oven for omtalte kollektivhus, men både restaurant og selskabslokaler måtte lukke efter få år.
Så vidt var det kommet omkring 1970. Senere tilbygninger: apotek, børneinstitutioner, posthus, bibliotek, kirke, blev opført men på en mere tilfældig måde, der gjorde centret mindre sammenhængende og blandt andet var uegnet for handicappede med en rampe, der var umulig at komme op ad i en rullestol.

### Lokalplan
Først i 1972 blev vedtaget en partiel byplanvedtægt for centerområdet, men den blev hverken før eller siden overholdt. Alle de mange afvigelser skete under de oprindelige arkitekters stadige tilsyn.

### Virkning
Mens selve centerprojektet blev fraveget, blev dets forudsatte virkning i byen til fulde opfyldt: det blev et samlingssted for byens butikker. I 1970 var der 61 butikker i hele byen, heraf 22 i bycenteret. Ti år senere, i 1979, var de 22 butikker vokset til 39, mens der af de tidligere 39 butikker i resten af byen var faldet til 19. Oprindelige planer om lokale butikker rundt om i byen viste sig uopfyldelige. Kun 2 supermarkeder overlevede i lokalområder uden for centeret: i Mørdrup og i Tibberup. Til gengæld blev bycenteret et handelsknudepunkt for handlende fra det omgivende opland og kunne i perioder tiltrække kunder langvejs fra – endda fra Skåne. Og i det længere tidsforløb klarede Espergærde Centret sig i konkurrencen med Helsingør bycenter, Prøvestenscenteret i Helsingørs udkant, Humlebækscenteret, Nivåcenteret med flere, omend de enkelte butikker i bycenteret til dels er skiftet ud med andre.